# Strada provinciale 75 Montemaggiore
La strada provinciale 75 Montemaggiore è una strada provinciale italiana che collega i comuni di Monte San Pietro e Valsamoggia della città metropolitana di Bologna.

## Percorso
Comincia nella località di Ponterivabella, abitato contiguo a Calderino, nel comune di Monte San Pietro. Nel suo tratto iniziale percorre la valle del Landa, in seguito da Loghetto sale a Montemaggiore, dove scollina per giungere nella valle del Samoggia. Appena passato il confine con Valsamoggia, si immette nella strada provinciale 76 Stiore.